# Ambystoma velasci
Ambystoma velasci és una espècie d'amfibi de la família dels ambistomàtids que es troba a Mèxic i als Estats Units. Viu als rius, llacs, estanys i aiguamolls d'aigua dolça.
Està amenaçada d'extinció per la pèrdua del seu hàbitat natural.